# The Girl I Left Behind Me (Volkslied)

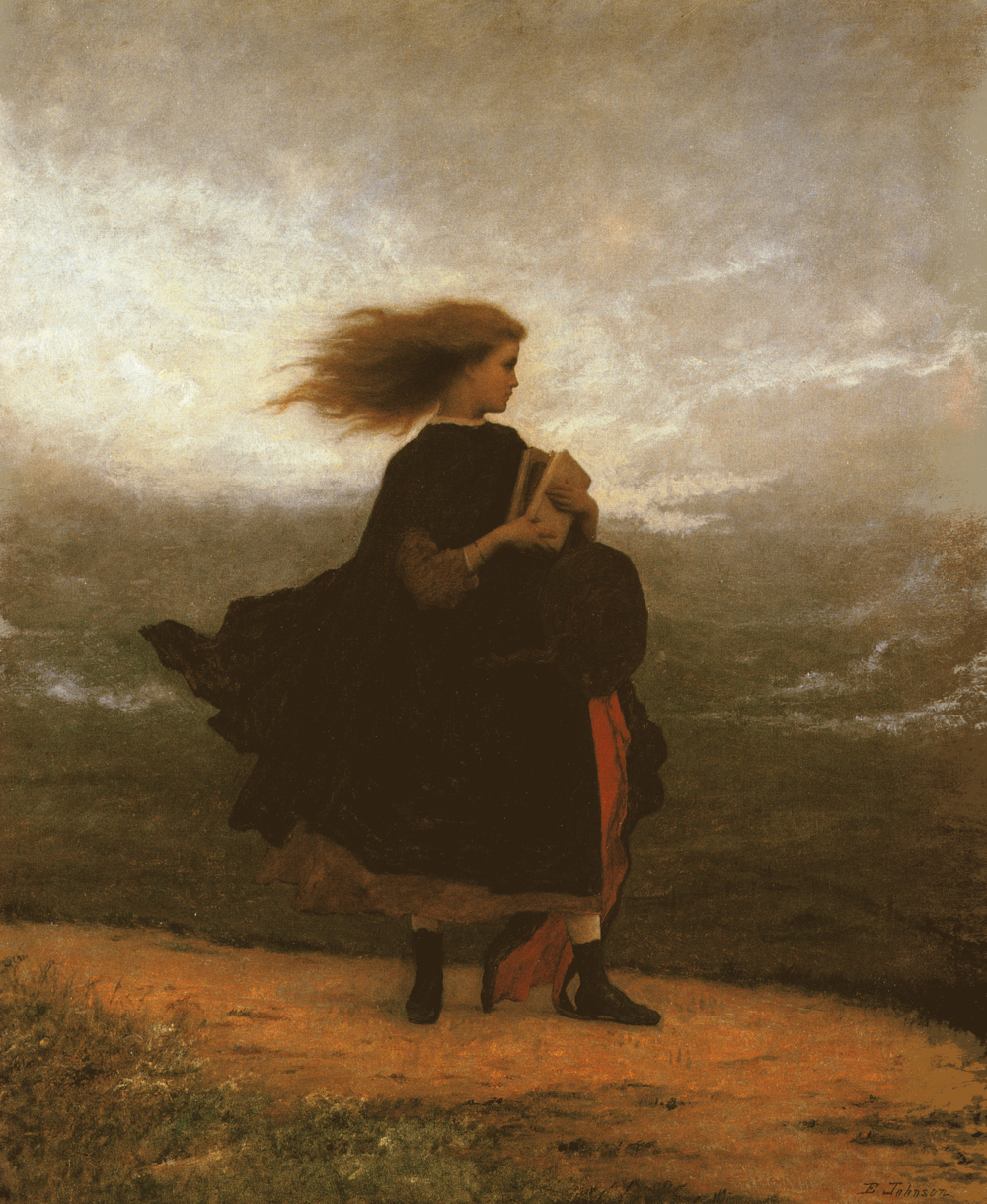
Das Gemälde The Girl I Left Behind Me von Eastman Johnson, welches das gleichnamige Volkslied aufgreift

The Girl I Left Behind Me (englisch für „Das Mädchen, das ich zurückließ“), manchmal auch nur The Girl I Left Behind, ist ein englisches Volkslied. Es ist vor allem als Soldatenlied bekannt und wird in vielen verschiedenen Textvariationen gesungen. Trotz der unterschiedlichen Hintergründe weisen die meisten bekannten Verse die Gemeinsamkeit auf, dass das Lied die Sehnsucht nach einem zu Hause zurückgelassenen Mädchen ausdrückt; und die Hoffnung, dieses eines Tages wiedersehen zu dürfen. Eine Theorie besagt, dass der Text 1758 während des Siebenjährigen Kriegs bei Truppenbeobachtungen im Hafen von Brest unter den Admirälen Hawke und Rodney entstanden sein könnte, doch ist dies nicht durch Quellen zu belegen.

## Geschichte
Der erste Liedtext unter dem Namen The Girl I Left Behind Me wurde im Jahr 1791 in der irischen Liedersammlung The Charms of Melody veröffentlicht. Das älteste bekannte Werk, das die Melodie von The Girl I Left Behind Me enthält, stammt aus dem Jahr 1810. Sie ist auch unter dem Namen Brighton Camp bekannt.

## Text
Es sind verschiedene Texte überliefert. In The Goldsmith Anthology: 1745 – 1774 findet sich folgender Text:
I'm lonesome since I crossed the hill

And o'er the moor and valley

Such heavy thoughts my heart do fill

Since parting with my Sally

I seek no more the fine or gay

For each does but remind me

How swift the hours did pass away

With the Girl I've left behind me

O, ne'er shall I forget the night

The stars were bright above me

And gladly lent their silv'ry light

When first she vowed to love me

But now I'm bound to Brighton Camp

Kind Heaven, then, pray guide me

And send me safely back again

To the Girl I've left behind me
Die amerikanischen Musikforscher John und Alan Lomax dokumentierten zwei Texte mit dem Titel The Gal I Left Behind Me.